# Distretto di Xincheng (Xi'an)
Il distretto di Xincheng (新城区S, Xīnchéng QūP) è un distretto della Cina, situato nella provincia dello Shaanxi e amministrato dalla città-prefettura di Xi'an.